# Zulmira Canavarros
Zulmira Canavarros (1895-1961) foi a primeira mulher no estado de Mato Grosso a fundar um clube de futebol, o Mixto Esporte Clube, em 20 de maio de 1934. Ela também ficou conhecida por suas atividades no âmbito cultural e também nas artes cênicas.
Nascida em 14 de novembro de 1895, em Cuiabá, Zulmira Andrade Canavarros é considerada uma mulher de vanguarda e disciplinada, assim como, um gênio musical de Mato Grosso da primeira metade do século XX. Possuía a genialidade, espontaneidade, criatividade e versatilidade para musicar versos, comédias e teatro de revistas.

## História
Por volta da década de 1940 vários intelectuais e professores organizaram espetáculos teatrais, dentre esses intelectuais se encontra Zulmira, que esteve por trás da montagem de várias peças teatrais.
O Clube Esportivo Feminino foi fundado em 1928 pela professora Zulmira Canavarros, que liderando um grupo de moças cuiabanas criou um clube para recreação, esporte e cultura, à época numa sociedade patriarcal e excludente. O Clube Feminino foi um grande sucesso e acabou por se torna um polo de cultura e esporte da elite cuiabana. Os esportes começaram a ser jogados de forma mista, tanto por mulheres quanto por homens, o que motivou a criação, em 1934, do Mixto Esporte Clube, que tinha disputas de vôlei e basquete.
Sobre a fundação do Mixto Esporte Clube, Benedito Pedro Dorileo, em seu livro "Zulmira Canavarros - A Egéria cuiabana" relata que o momento da fundação ocorreu na residência da família Huhueney, sobressaindo, também, outra mulher Naly Hugueney de Siqueira. Duas mulheres pioneiras no futebol de Mato Grosso.  A reunião ocorreu nos primeiros dias do mês de maio de 1934. Nasci o Mixto Clube no dia 20 de maio de 1934.
Zulmira Canavarros foi responsável pela composição do hino de O Mixto 'Sport Club', o hino oficial Zulmira compôs ao piano, música e letra, com assistência do acadêmico Ulisses Cuiabano: “O Mixto Sport Club/Agora se apresenta. /E pelo branco e negro, /As cores que ostenta/No seu pavilhão. /Seremos sempre unidos/E sempre destemidos. /Havemos de lutar/E também trabalhar/De todo coração. /Hurra!... Hurra!.../O Mixto Sport Club/Será o lema/Desta nossa sociedade. /A união e também a lealdade. /Debaixo do nosso céu de anil, /Tremula altaneira/Nossa gentil bandeira. /E pelo sport, em nossa Cuyabá, /Teremos por fanal, /Luctar, luctar, luctar/Por nosso ideal", que é até hoje entoado pela torcida.
O nome do clube também trás significado por se tratar de um clube criado sem preconceitos, por mulheres e homens, disso provém o Mixto, uma mistura de coisas diferentes.
Zulmira foi responsável pela direção de 18 peças na Capital, como "Branca de Neve" e "Cala a boca Etelvina". Em destaque se tem a peça "A noiva e a égua", que à época chocou a sociedade, mostra mulheres da época, em que algumas eram submissas, as noivas e outras as rebeldes, denominadas éguas. Grande musicista deixou 35 composições musicais e nos tempos do cinema mudo, atuou como pianista Cine Parisiense. Compunha músicas e hinos para solenidades em uma época que mulheres não tinham abertura para mostrar seu valor. Conseguiu deixar um legado e juntamente com Dunga Rodrigues, começou a desenvolver o rasqueado no piano solo.
Além de todo o legado mencionado deixado por Zulmira, seu neto, Gilberto Nasser, constatou o fato que a avó era uma professora muito dedicada com os alunos.

## Homenagens

### Teatro Zulmira Canavarros
O Teatro Zulmira Canavarros, que foi inaugurado em 22 de dezembro de 2014, é um local que hospeda uma grande variedade de eventos. Nomear um teatro em homenagem a alguém é uma ação justa, pois reconhece a contribuição dessa pessoa para a expressão artística e o enriquecimento cultural da comunidade.

### Rua Zulmira Canavarros
Localizada no Centro Norte, entre o Instituto Federal de Mato Grosso IFMT e o Cemitério Piedade.